# 너도파파야
너도파파야(--papaya, 학명: Vasconcellea quercifolia 바스콩켈레아 퀘르키폴리아[*])는 파파야과의 과일 나무(소교목 또는 관목)이다. 원산지는 볼리비아, 브라질, 아르헨티나, 우루과이, 파라과이, 페루 등 남아메리카 지역이다.